# Rick Sutherland
Rick Sutherland (ur. 15 września 1956 w Los Gatos, zm. 22 marca 2022 tamże) – amerykański kierowca wyścigowy.

## Kariera
Sutherland rozpoczął karierę w międzynarodowych wyścigach samochodowych w 1993 roku od startów w American IndyCar Series, gdzie zdobył mistrzowski tytuł. W późniejszych latach Amerykanin pojawiał się także w stawce IMSA World Sports Car Championship, Grand American Rolex Series, American Le Mans Series, 24-godzinnego wyścigu Le Mans, Le Mans Series oraz 1000 km Le Mans.

## Śmierć
Zmarł 22 marca 2022 roku na atak serca, w swoim domu w Los Gatos.